# Stesilea borneotica
Stesilea borneotica là một loài bọ cánh cứng trong họ Cerambycidae.